# Cephaloscyllium stevensi
Cephaloscyllium stevensi — акула з роду Cephaloscyllium родини Котячі акули. Інші назви «головаста акула Стівена», «новогвінейська головаста акула».

## Опис
Загальна довжина досягає 66 см (розмір відомий на сьогодні). Голова коротка та широка. Очі великі з миготливою перетинкою. Зіниці щілиноподібні. За ними розташовані невеличкі бризкальця. Ніздрі відносно широкі з трикутними носовими клапанами. Губні борозни відсутні. Рот помірно великий. Зуби дрібні з 2-4 верхівками, з яких центральна є високою та гострою. У неї 5 пар зябрових щілин. Тулуб щільний, навіть гладкий (товстий). Грудні плавці добре розвинені, широкі, округлі. Має 2 маленьких спинних плавця. Перший спинний плавець розташовано позаду черевних плавців, задній — позаду анального. Задній спинний плавець менший за передній спинний та анальний плавці. Хвостовий плавець довгий, гетероцеркальний.
Забарвлення спини сіро-коричневе. Черево має світло-сірий колір. По всьому тілу розкидані коричневі та світлі плями різного розміру. На спині та боках є 9 темно-коричневих сідлоподібних плям, зокрема 3 — на хвостовому плавці і стеблі. В області передніх сідлоподібних плям присутні темні округлі плями, що містяться на боковій стороні тіла.

## Спосіб життя
Тримається на глибині 240–274 м. Активна переважно вночі. Для захисту від ворогів здатно роздувати черево, ковтаючи повітря або воду. Живиться здебільшого ракоподібними та костистою рибою.
Це яйцекладна акула. Самиця відкладає 1-2 яйця.

## Розповсюдження
Мешкає біля південно-східного узбережжя о. Нова Гвінея (держава Папуа Нова Гвінея).